# 蓝药蓼
蓝药蓼（学名：Polygonum cyanandrum）为蓼科蓼属下的一个种。

## 扩展阅读
- 維基物種上的相關：蓝药蓼